# Dadri
Dadri è una suddivisione dell'India, classificata come municipal board, di 57.457 abitanti, situata nel distretto di Gautam Buddha Nagar, nello stato federato dell'Uttar Pradesh. In base al numero di abitanti la città rientra nella classe II (da 50.000 a 99.999 persone).

## Geografia fisica
La città è situata a 28° 34' 0 N e 77° 32' 60 E e ha un'altitudine di 200 m s.l.m..

## Società

### Evoluzione demografica
Al censimento del 2001 la popolazione di Dadri assommava a 57.457 persone, delle quali 31.014 maschi e 26.443 femmine. I bambini di età inferiore o uguale ai sei anni assommavano a 10.594, dei quali 5.743 maschi e 4.851 femmine. Infine, coloro che erano in grado di saper almeno leggere e scrivere erano 31.314, dei quali 19.255 maschi e 12.059 femmine.